# La Selve (Aisne)
La Selve ist eine französische Gemeinde mit 198 Einwohnern (Stand 1. Januar 2022) im Département Aisne in der Region Hauts-de-France (vor 2016 Picardie). Sie gehört zum Arrondissement Laon, zum Kanton Villeneuve-sur-Aisne und zum Gemeindeverband Champagne Picarde.

## Geografie
Die Gemeinde La Selve liegt am Nordwestrand der „Trockenen Champagne“, 29 Kilometer östlich von Laon. Nachbargemeinden von La Selve sind Lappion im Nordwesten und Norden, Nizy-le-Comte im Osten sowie Sissonne im Süden und Südwesten. Im Westen hat die Gemeinde einen kleinen Anteil am Truppenübungsplatz Camp de Sissonne.

## Bevölkerungsentwicklung
| Jahr                       | 1962 | 1968 | 1975 | 1982 | 1990 | 1999 | 2009 | 2019 |
| Einwohner                  | 219  | 212  | 172  | 179  | 186  | 190  | 207  | 210  |
| Quellen: Cassini und INSEE |      |      |      |      |      |      |      |      |

## Sehenswürdigkeiten

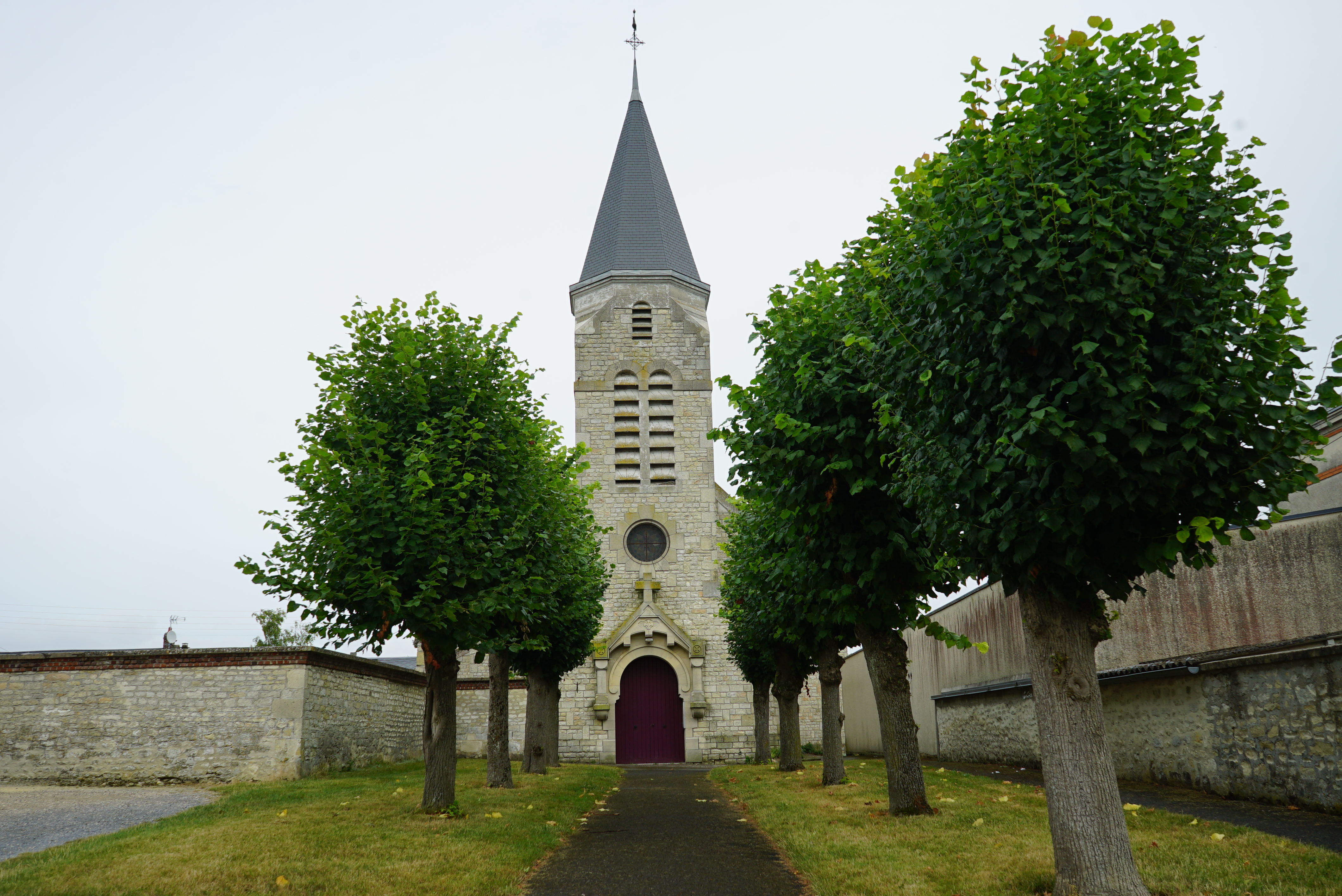
Kirche Saint-Laurent
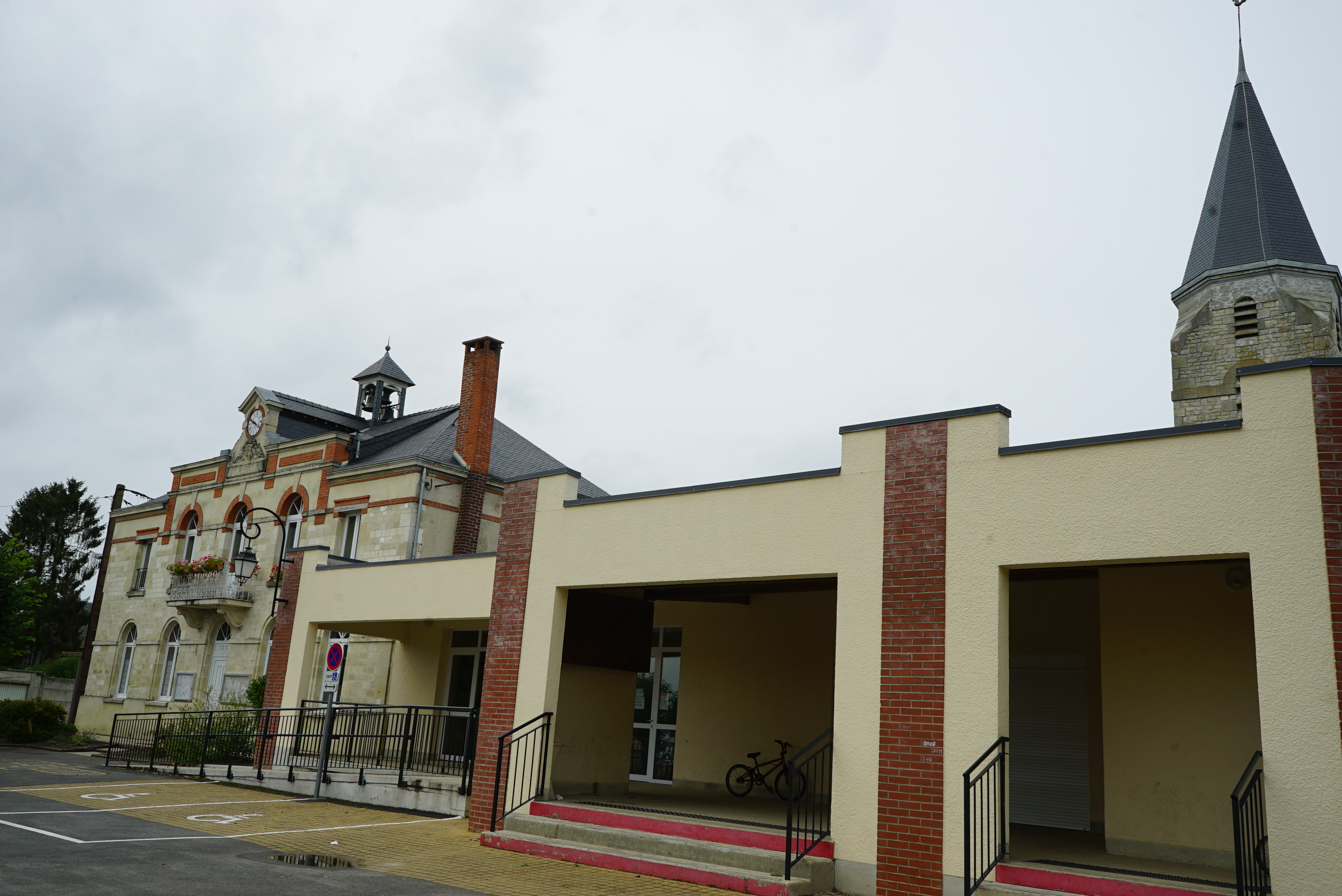
Wasserturm

- Kirche Saint-Laurent
- Mairie La Selve